# Бернштейн, Александр Николаевич
Алекса́ндр Никола́евич Бернште́йн (имя до крещения Соломо́н Ната́нович Бернште́йн; 7 [19] мая 1870, Одесса, Российская империя — 26 мая 1922, Москва, РСФСР) — российский и советский психиатр, психотерапевт и психолог, доктор медицины, профессор. Один из пионеров, организаторов и лидеров российского психоаналитического движения. Впервые описал шизофреническое слабоумие, а также один из признаков кататонии – симптом Бернштейна.

## Биография
Родился в 1870 году в Одессе, в семье физиолога Натана Осиповича Бернштейна и Малки Бернштейн. Брат математика С. Н. Бернштейна, отец психофизиолога Н. А. Бернштейна.
Окончил 3-ю Одесскую гимназию (1888), после чего приехал в Москву и поступил на медицинский факультет Московского университета. Будучи студентом, работал в лаборатории клиники нервных болезней, где, под руководством Л. О. Даркшевича, изучал микроскопическую анатомию ЦНС, затем в психиатрической клинике при университете под руководством С. С. Корсакова. Окончив университет с отличием в 1893 году, А. Н. Бернштейн совершил поездку в Австрию, Германию, Францию и Швейцарию, где ознакомился с работой различных психиатрических учреждений.
С 1893 по 1896 год А. Н. Бернштейн был старшим ординатором,  а с 1896 по 1902 год ассистентом Психиатрической клиники Московского университета. В 1895 году некоторое время работал в клинике Э. Крепелина в Гейдельберге. Наряду с врачебной деятельностью изучал философию и психологию, был ближайшим помощником А. А. Токарского в психологической лаборатории клиники, вёл занятия по экспериментальной психологии. В 1900 году А. Н. Бернштейн защитил докторскую диссертацию на тему «Материалы к учению о клиническом значении мышечного валика у душевно-больных».  С 1901 по 1918 год был приват-доцентом Московского университета.
Одновременно с работой в клинике, с 1899 по 1918 год А. Н. Бернштейн заведовал Московским Центральным полицейским приёмным покоем (ныне Государственный научный центр социальной и судебной психиатрии им. В. П. Сербского), где организовал оказание психиатрической помощи неимущим горожанам, до этого содержавшимся в полицейских участках. Привлёк к работе в этом учреждении В. А. Гиляровского, Е. К. Краснушкина, Ю. В. Каннабиха. Организовал в нём биохимическую, патологоанатомическую и психологическую лаборатории, в которых велась интенсивная научная работа. Читал курс клинических лекций и проводил практические занятия со студентами. В 1903 году А. Н. Бернштейн добился включения Центрального полицейского приёмного покоя в число учебно-вспомогательных структур Московского университета.
В 1902 году А. Н. Бернштейн был командирован за границу для подготовки к чтению курса по физиологической психологии. Посетил психологические лаборатории В. Вундта и Г. Эббингауза , ряд психиатрических клиник, а также прослушал лекции Э. Крепелина, Р. Зоммера, К. Вернике. По возвращении в Москву начал чтение курса физиологической психологии с практическими занятиями, который вёл до 1905 года. С 1919 по 1922 год А. Н. Бернштейн был заместителем заведующего Главного управления научных учреждений академического центра Наркомпроса РСФСР. С 1921 года до конца жизни был директором Московского психоневрологического института.
Александр Николаевич Бернштейн скончался 26 мая 1922 года в Москве. Похоронен на Новодевичьем кладбище.

## Научная деятельность
А. Н. Бернштейн был сторонником нозологического направления в психиатрии. Основные научные труды посвящены прикладной и экспериментальной психопатологии, психиатрической диагностике и методологии. Один из организаторов психиатрической помощи больным, в том числе подследственным. Исследовал эпилепсию, описал один из признаков олигофрении.
Разрабатывал программы, методики и опросники по исследованию личности и интеллекта, в том числе методика установления последовательности событий и проба на комбинаторику. Широкое распространение получил способ Бернштейна для определения восприимчивости памяти при помощи таблиц с геометрическими фигурами. А. Н. Бернштейном была разработана методика объективно–психологического обследования душевнобольных. А. Н. Бернштейн проводил различие между формой, с одной стороны, и содержанием психических расстройств – с другой.

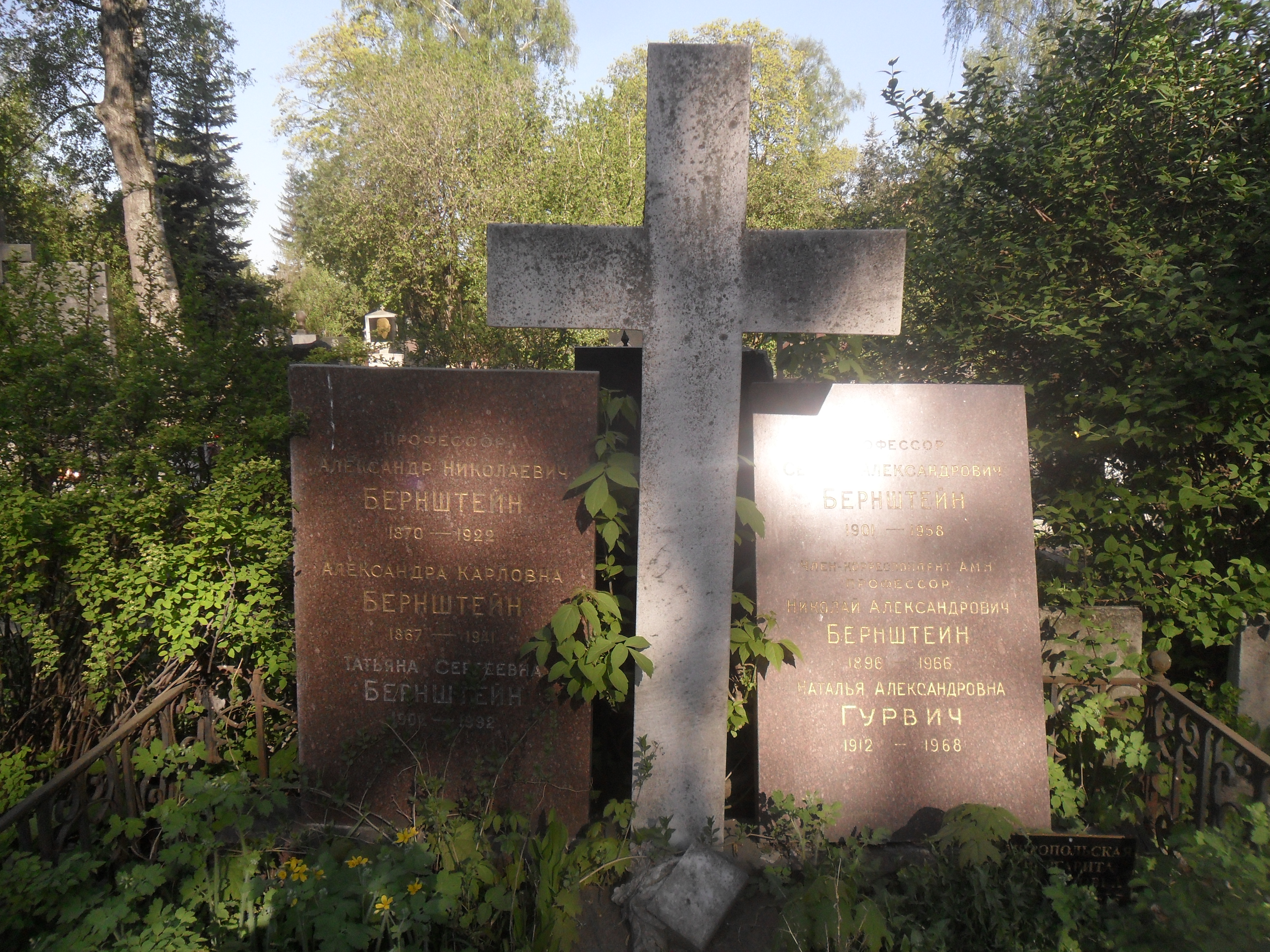
Могила А. Н. Бернштейна на Новодевичьем кладбище.

В 1905 году А. Н. Бернштейн был одним из инициаторов организации временных Педологических курсов при Московском педагогическом собрании, при котором в 1908 году открыл и возглавил психологическую лабораторию, публиковавшую «Труды психологической лаборатории при Московском педагогическом собрании». В 1906 – 1916 г.г.  А. Н. Бернштейн участвовал в организации и проведении Всероссийских съездов по педагогической психологии и экспериментальной педагогике.
В 1907 году А. Н. Бернштейном были организованы при Центральном полицейском приёмном покое Повторительные курсы (курсы усовершенствования врачей), на которых повышали свою квалификацию психиатры России.
В 1912 году впервые описал шизофреническое слабоумие. В том же году А. Н. Бернштейном был описан один из признаков кататонии – симптом Бернштейна. Наблюдается у кататоников с восковой гибкостью. Если придать вынужденное положение правой руке больного, а затем резким движением поднять и удержать в воздухе его левую руку, то правая рука сама по себе опустится, тогда как левая окажется застывшей в приданном ей положении.
В 1920 году А. Н. Бернштейн, совместно с Ф. Е. Рыбаковым, содействовал созданию Московского психоневрологического института, который возглавил после смерти Рыбакова. А. Н. Бернштейн был одним из первых российских психиатров, обративших внимание на содержание и возможности психоаналитического учения. Под руководством Бернштейна в институте были открыты новые кабинеты и лаборатории, в том числе гипнологии и психоанализа. Содействовал организации научного кружка, изучавшего вопросы психологии художественного творчества психоаналитическим методом. В 1921 году А. Н. Бернштейн открыл при отделе психологии института «Детский дом–лабораторию по научному изучению детского возраста», ставший первой российской структурой по детскому психоанализу.
А. Н. Бернштейн членом комиссии по реформе медицинского образования при Главпрофобре Наркомпроса РСФСР, являлся одним из основателей и членом редколлегии журнала «Психотерапия. Обозрение вопросов психического лечения и прикладной психологии», одним из организаторов журнала «Современная психиатрия», а также основал «Журнал психологии, неврологии и психиатрии».

## Семья
- Жена — Александра Карловна Бернштейн (1867—1941), работала сестрой милосердия в психиатрической клинике.
  - Сыновья — физиолог Николай Александрович Бернштейн и учёный в области строительной механики Сергей Александрович Бернштейн (1901—1958).
  - Внук — инженер-конструктор Александр Сергеевич Бернштейн (1931—2014), один из крупнейших коллекционеров моделей железнодорожного транспорта.
- Сестра — Елизавета (1872—?), была замужем за присяжным поверенным Владимиром Матвеевичем (Самуиловичем) Гессеном, депутатом II Государственной думы.

## Основные труды
- Бернштейн А. Н. Мир звуков, как объект воспитания и мысли. — М.: «Типолитография И. Н. Кушнерев и К°», 1896.
- Бернштейн А. Н. О постельном содержании, в применении к лечению душевнобольных. — СПб.: «Типография Я. Трей», 1896.
- Бернштейн А. Н. О восприятии постоянных и переменных раздраженний // «Вопросы философии и психологии». — М., 1897, № 36.
- Бернштейн А. Н. Новые веяния в теории восприятия. — М.: «Типолитография И. Н. Кушнерев и К°», 1898.
- Бернштейн А. Н. Случай множественного нейрита вследствие упорных запоров (polyneuritis cophraemica), 1898.
- Бернштейн А. Н. Непреодолимое влечение к введению в организм необычных веществ. — Киев: «Типолитография И. Н. Кушнерев и К°», 1899.
- Бернштейн А. Н. Мышечный валик и его патологическое значение в клинике душевных болезней. — СПб.: «Издание К. Л. Риккера», 1900.
- Бернштейн А. Н. Материалы к учению о клиническом значении мышечного валика у душевно-больных. — М.: «Печатня С. П. Яковлева», 1900.
- Бернштейн А. Н. Психологические и философские воззрения С. С. Корсакова // «Вопросы философии и психологии». — М., 1901, № 60.
- Bernstein A. Über eine einfache Methode zur Untersuchung der Merkfähigkeit resp. des Gedächtnisses bei Geisteskranken // «Zeitschrift für Psychologie und Physiologie der Sinnesorgane», 1903, № 32, с. 259–263.
- Бернштейн А. Н. Вопросы половой жизни в программе семейного и школьного воспитания. — М.: «Типолитография И. Н. Кушнерев и К°», 1908.
- Бернштейн А. Н. Экспериментально-психологическая методика распознавания душевных болезней. — М.: «Печатня С. П. Яковлева», 1908.
- Бернштейн А. Н. Клинические приёмы психологического исследования душевно-больных, 1911.
- Бернштейн А. Н. Клинические лекции о душевных болезнях. — М.: «изд. В. М. Саблин», 1912.
- Бернштейн А. Н. Клинические приёмы психологического исследования душевно-больных (2-е издание, исправленное и дополненное). — М.: «Государственное издательство», 1922.